# Wuholcy
Wuholcy (biał. Вугольцы; ros. Угольцы, Ugolcy) – wieś na Białorusi, w obwodzie witebskim, w rejonie dokszyckim, w sielsowiecie Berezyna. W 2009 roku liczyła 9 mieszkańców.